# 小胞子霊芝免疫調節タンパク質
小胞子霊芝免疫調節タンパク質（しょうほうしれいしめんえきちょうせつタンパクしつ、英語: Ganoderma microsporum immunomodulatory protein, GMI）は、小胞子霊芝由来の111個のアミノ酸で構成された単純タンパク質。
GMIは霊芝の菌糸体に存在する。小胞子霊芝のライフサイクルにおいて、GMIは菌糸体から子実体に育つ過程で重要なシグナル因子であるため、GMIの含有量は、菌糸体または子実体のいずれにおいても非常に低い。2005年、科学者はゲノミクスとバイオエンジニアリング技術を使用してGMIを発見した。そのタンパク質構造が、1989年に最初に発見された霊芝免疫調節タンパク質LZ-8に類似していることが判明した。免疫細胞と共に培養すると、免疫細胞のサイトカインの分泌を促進し、免疫細胞を活性化することができるため、霊芝の免疫調節タンパク質と呼ばれている。
台湾で発見された霊芝の新種である小胞子霊芝（英語: Ganoderma microsporum）は、1989年に国際誌『Mycotaxon』に正式に掲載された。子実体は、本草綱目に記載されている青芝の香りと一致しており、霊芝の胞子サイズは6-8.5 μm x 4.5-5 μmであり、ほとんどの霊芝よりも小さいため、この名前が付けられた。
小胞子霊芝は台湾で一般的な野生霊芝の1つ。子実体の茎は短いか目立たなく、青銅色または紫黒色で、傘は貝殻の形をしており、漆を塗ったような光沢が見られる。 通常、柳の木に寄生している。
小胞子霊芝は多糖類やトリテルペノイドなどの生物活性成分に加えて、真菌免疫調節タンパク質（FIP）-霊芝免疫調節タンパク質（GMI）も含んでいる。